# Махолли, Шкодран
Шкодран Махолли (швед. Shkodran Maholli; род. 10 апреля 1993, Швеция) — шведский футболист, нападающий клуба «Браге».

## Клубная карьера
Футболом начинал заниматься в клубе «Хюльтебрук» из родного города. В 12-летнем возрасте перешёл в академию «Хальмстада», где дорос до основной команды. В её составе 2 апреля 2011 года дебютировал в чемпионате Швеции в игре первого тура с «Кальмаром», появившись на поле в стартовом составе. Перед сезоном 2016 года перешёл в «Отвидаберг», заключив двухлетний контракт. В первый сезон принял участие в 28 матчах Суперэттана, в которых забил 15 мячей, став лучшим бомбардиром чемпионата.
В январе 2017 года подписал с «Хеккеном» контракт на три года. В составе клуба из Гётеборга провёл всего десять матчей и уже в июле того же года перебрался в «Сириус».
25 июля 2018 года покинул «Сириус» и отправился в Данию, где подписал двухлетнее соглашение с местным «Силькеборгом». В первый же сезон вместе с клубом стал победителем первого дивизиона и вышел в Суперлигу. 14 июля 2019 года дебютировал в датском чемпионате в гостевом поединке с «Брондбю». В общей сложности за два года в клубе принял участие в 41 матче и забил семь мячей.
В августе 2020 года вернулся в Швецию, подписав с «Хельсингборгом» контракт до конца года. В марте следующего года на правах свободного агента перешёл в «Супер Юнайтед» с Мальдив. Спустя полгода вернулся обратно, став игроком «Браге». Первую игру за новый клуб провёл 17 июля против ГАИС. Махолли вышел на замену на 74-й минуте, а спустя три минуты забил гол, тем самым установив окончательный счёт в матче 2:0.

## Карьера в сборной
В мае—июне 2011 года участвовал в тренировочном сборе юношеской сборной Швеции. 31 мая в товарищеской игре с Польшей дебютировал в её составе.

## Клубная статистика
| Выступление      | Выступление      | Выступление      | Лига | Лига | Кубки | Кубки | Конт. кубки | Конт. кубки | Итого | Итого |
| Клуб             | Лига             | Сезон            | Игры | Голы | Игры  | Голы  | Игры        | Голы        | Игры  | Голы  |
| ---------------- | ---------------- | ---------------- | ---- | ---- | ----- | ----- | ----------- | ----------- | ----- | ----- |
| Хальмстад        | Алльсвенскан     | 2011             | 2    | 0    | 0     | 0     | 0           | 0           | 2     | 0     |
| Хальмстад        | Алльсвенскан     | 2013             | 3    | 0    | 2     | 1     | 0           | 0           | 5     | 1     |
| Хальмстад        | Алльсвенскан     | 2015             | 12   | 0    | 1     | 1     | 0           | 0           | 13    | 1     |
| Хальмстад        | Итого            | Итого            | 17   | 0    | 3     | 2     | 0           | 0           | 20    | 2     |
| Отвидаберг       | Суперэттан       | 2016             | 28   | 15   | 1     | 0     | 0           | 0           | 29    | 15    |
| Отвидаберг       | Итого            | Итого            | 28   | 15   | 1     | 0     | 0           | 0           | 29    | 15    |
| Хеккен           | Алльсвенскан     | 2017             | 9    | 0    | 2     | 0     | 0           | 0           | 11    | 0     |
| Хеккен           | Итого            | Итого            | 9    | 0    | 2     | 0     | 0           | 0           | 11    | 0     |
| Сириус           | Алльсвенскан     | 2017             | 15   | 6    | 0     | 0     | 0           | 0           | 15    | 6     |
| Сириус           | Алльсвенскан     | 2018             | 13   | 1    | 1     | 0     | 0           | 0           | 14    | 1     |
| Сириус           | Итого            | Итого            | 28   | 7    | 1     | 0     | 0           | 0           | 29    | 7     |
| Силькеборг       | 1-й дивизион     | 2018/19          | 25   | 5    | 0     | 0     | 0           | 0           | 25    | 5     |
| Силькеборг       | Суперлига        | 2019/20          | 16   | 2    | 0     | 0     | 0           | 0           | 16    | 2     |
| Силькеборг       | Итого            | Итого            | 41   | 7    | 0     | 0     | 0           | 0           | 41    | 7     |
| Хельсингборг     | Алльсвенскан     | 2020             | 3    | 0    | 1     | 0     | 0           | 0           | 4     | 0     |
| Хельсингборг     | Итого            | Итого            | 3    | 0    | 1     | 0     | 0           | 0           | 4     | 0     |
| Браге            | Суперэттан       | 2021             | 9    | 2    | 1     | 0     | 0           | 0           | 10    | 2     |
| Браге            | Суперэттан       | 2022             | 6    | 1    | 1     | 0     | 0           | 0           | 7     | 1     |
| Браге            | Итого            | Итого            | 15   | 3    | 2     | 0     | 0           | 0           | 17    | 3     |
| Всего за карьеру | Всего за карьеру | Всего за карьеру | 141  | 32   | 9     | 2     | 0           | 0           | 150   | 34    |